# Uranopolis
Uranopolis sau Ouranopolis (în greacă veche Οὐρανόπολις) un oraș din Calcidice din Macedonia antică, despre care se presupune că a fost fondat de Alexarchus, fratele regelui Cassander al Macedoniei. Uranopolis a fost locul unei foste monetări din Regatul Traciei. Monedele din Uranopolis sunt cunoscute pentru că afișează Athena sau Muza Afrodita Urania, muza astronomiei, stând pe un glob. Globul reprezintă Sfera Cerească. Este o neînțelegere comună că globul reprezintă pământul și că aceasta este prima ipostază cunoscută a pământului în forma sa reală.
Deoarece Pliniu cel Bătrân nu îl menționează pe Sane în lista sa de orașe din Acte (modernul Munte Athos ), unii consideră că Uranopolis și-a ocupat locul.

## Nume dat eronat unui oraș din Galația
În secolul al XIX-lea și începutul secolului al XX-lea, numele „Uranopolis” a fost dat în mod eronat orașului și episcopiei Verinopolis în lista de scaune titulare a Bisericii Catolice. Verinopolis se afla in provincia romana tarziu Galatia Prima. Ruinele sale sunt aproape de actuala Köhne din Turcia.